# Parafia św. Wawrzyńca w Białyninie
Parafia pod wezwaniem świętego Wawrzyńca – parafia rzymskokatolicka należąca do dekanatu Rawa Mazowiecka diecezji łowickiej. 

## Historia
Parafia w Białyninie pw. św. Wawrzyńca powstała w XV wieku. Obecny murowany kościół parafialny zbudowany został w stylu secesyjnym w latach 1908–1910 według projektu Jarosława Wojciechowskiego. Jest to budowla dwunawowa. Świątynia ta stanęła w miejscu starego, drewnianego kościoła, pochodzącego z 1521 r., który został rozebrany na krótko przed rozpoczęciem budowy nowej świątyni. Pozostałością po dawnym kościele jest obecnie jedynie drewniany ostrołukowy portal z XVI w., umieszczony w drewnianej kaplicy, zbudowanej w początkach XIX w., znajdującej się na leżącym nieopodal kościoła cmentarzu parafialnym. Portal posiada m.in. prostokątne obramowanie z maswerkami, na których widnieją stylizowane głowy zwierząt oraz rzeźbione węgary. W kościele w Białyninie znajduje się m.in. zabytkowa monstrancja z 1640 r. ozdobiona herbem ówczesnych właścicieli miejscowości – Jelita, a także secesyjne witraże. 

## Zasięg terytorialny
Do parafii należą wierni z miejscowości: Białynina Krasówki, Białynina-Latkowa, Białynina od Jeżowa, Białynina od kolejki, Białynina Podbór, Białynina Stara Wieś, Białynina Szydłowiec.

## Proboszczowie
- ks. Józef Chojnacki (1992–2020)
- ks. Grzegorz Grzegorczyk (2020–2025)[2]
- ks. Jacek Wiśniewski (od 2025)[3]